# 東方籃球隊
香港東方是香港職業籃球隊。球隊成立於1932年，為香港首支職業籃球隊，在1956/57年奪得香港男子甲一組籃球聯賽總冠軍，球隊的主場場館為灣仔修頓室內場館，球隊以ABL常規賽第一名殺入季後賽，在2016–17年東南亞職業籃球聯賽賽季總決賽5場3勝制的總決賽中以場數3–1首度參賽即奪得冠軍，並成為ABL東南亞職業籃球聯賽史上首支來自香港的總冠軍。2018年球季繼1956/57球季，再奪甲一聯賽總冠軍，打破近年南華、永倫壟斷總冠軍局面。

## 球隊歷史

### 2014年至2016年
2014年初，東方足球隊會長黎展維接手東方籃球隊後，隨即從美國邀請外援中鋒基斯班尼斯在港居住一年，以換取2015/16球季的甲一聯賽居港球員身份。同年6月，東方從美國邀請外援球員拜仁奧斯汀及列治莊遜加盟，更助東方奪得乙組聯賽冠軍升班挑戰甲二籃球聯賽。

2015年3月，東方邀請前多明尼加聯賽球員占士梅伊和前美國籃球協會的中鋒球員米高安達臣作為甲二籃球聯賽的外援球員並順利奪得甲二聯賽冠軍，4月10日，東方在中級組銀牌賽總決賽以76–70擊敗旭暉奪得冠軍，7月15日，已提早兩週奪得聯賽冠軍的東方以61–65不敵超敏未能以不敗之身完成賽季但亦無阻來季升班，順利奪得甲二聯賽冠軍，4月10日，東方在中級組銀牌賽總決賽以76–70擊敗旭暉奪得冠軍，7月8日，東方組成香港史上首支職業籃球隊，及後更公佈新季多名重量級球員加盟包括潘志豪，香振強，李琪，陳兆榮以及方誠義等香港籃球代表隊成員。

2016年3月8日，東方在高級組銀牌賽首圈地標戰以86–84擊敗2015年季後賽總冠軍永倫，6月至7月季後賽1比3負南華，只得亞軍。同年8月，黎同光辭任東方體育會會長並中止籃球隊贊助，8月12日，東方舉行新聞發佈會，宣佈角逐東南亞職業籃球聯賽和香港籃球聯賽而雙方合作未有訂出年期，9月2日，東方副總監李偉倫因私人理由向會方提出辭職，使東方在9月3日委任現役球員香振強兼任球隊副總監一職。

2016年9月5日，香港東方宣佈與西班牙籍教練艾度托利斯簽約，成為首支擁有歐洲籍教練的香港籃球隊，11月10日至23日，球隊宣佈簽入美國後衞馬吉斯·艾利諾和巴哈馬體能教練萊恩·摩斯與泰美混血後衞林泰樂和台法混血後衞張文平以及美國中鋒柏卓克·蘇利雲，11月19日，東方委任本地球壇資深旁述員蔡芳裕出任球隊副領隊一職，11月23日，香港東方正式成為香港首支參與ABL的球隊可是東方季初有主力鄭錦興及方誠義因傷而缺陣，11月27日，香港東方於作客高雄聖徒的首場聯賽最終以90–79大勝對手，12月7日，香港東方於主埸迎戰最強隊伍新加坡騰飛之師的聯賽在重心林泰樂和方誠義受傷下，在比賽最後1分鐘憑李琪和馬吉斯·艾利諾及陳兆榮不斷射進3分球追成90–90平手並將比賽帶入加時最終東方以97–95擊敗對手打出代表作。

### 2017年球季

#### ABL常規賽 / 季後賽
2017年2月21日，東方宣佈簽入前NBA球隊新澤西籃網球員祖舒·布恩並與美國外援柏卓克·蘇利雲解約而前者以新外援身份出戰ABL，3月12日，香港東方於作客以83–61擊敗菲律賓火焰的聯賽後以17戰15勝2負成績提早3輪宣布成為ABL常規賽冠軍，3月16日，ABL官方正式宣布香港東方以180球刷新單季最多三分球紀錄成為單季最高紀錄，3月23日，香港東方於常規賽最後一場加時以110–97擊敗越南西貢熱火後完成20場常規賽賽事首度參賽就錄得16勝4負佳績成為ABL常規賽王者，而賽後東方球員艾利諾累積497分以2分之差刷新紀錄成為ABL常規賽史上單季最高得分球員更成為當季ABL的最有價值球員和得分王及助攻王。
2017年首度參賽ABL常規賽就錄得16勝4負佳績，成為ABL常規賽冠軍，賽後東方球員艾利諾累積497分以2分之差刷新紀錄，成為ABL常規賽史上單季最高得分球員，更成為當季ABL的最有價值球員和得分王及助攻王。並於4月5日，東方於ABL季後賽在四強三局二勝制擊敗西貢熱火，晉身ABL季後賽總決賽。

#### ABL總決賽
4月23日，賽前東方教練艾度托利斯獲頒發ABL年度最佳教練，球員艾利諾及林泰樂分別榮獲最有價值外援及最有價值亞援，而香港東方經過2次加時後擊敗新加坡騰飛之師，於5場3勝制的總決賽以場數3–1首度參賽即奪得冠軍，並成為ABL史上首支來自香港的總冠軍，賽後艾利諾憑其出色表現成為決賽最有價值球員。4月24日，東方體育會副會長鍾乃雄宣布獎金會將會高達近100萬以鼓勵球員繼續打出好成績，而東方龍獅將於4月26日晚上7時就會於修頓室內場館舉辦慶功會。

#### 回歸甲一
2017年5月1日，東方宣佈西班牙藉助教路爾斯韋拉即日加入球隊教練團及前東方球員楊睿騏亦趁美國留學放假期間回流球隊繼續接受全職訓練直至球季完結，5月26日，東方宣佈已成功跟美國球員馬吉斯·艾利諾及泰國球員林泰樂續約，6月1日，東方宣佈助教陳敬持及球員鄭錦興兩位因個人原因於6月1日起離隊，同年7月，東方在季後賽最後一場賽事加時不敵永倫，在三場兩勝制下以1比2落敗，無緣聯賽總決賽，最終東方成功於5場3勝制下，以場數3–0擊敗標準福建奪得季軍，總結球季，香港東方奪得東南亞職業籃球聯賽總冠軍，及香港甲一聯賽常規賽亞軍與季後賽季軍。

### 2018年球季
2017年10月3日，東方表示已簽入後衛李樹榮、後衛蘇尚瀛、前鋒蘇志樂與後衛徐遠成以及身為亞援德菲混血兒的史迪赫汀加，10月13日，東方在球隊開操公佈2018年度班費達8字數字，更宣布ABL最有價值球員馬吉斯·艾利諾將以居港球員身分出戰本地賽事，10月24日，主力本地球員陳兆榮在操練時弄傷左前膝十字韌帶斷裂將錯過2018年ABL賽季，而東方決定註冊林泰樂和史迪赫汀加與馬吉斯·艾利諾以及年屆43歲的體能教練萊恩·摩斯為四名外援球員爭取衛冕ABL而萊恩·摩斯更成為ABL史上首名來自巴哈馬的球員和以43歲零7個月之齢成為ABL史上年紀最大的上陣球員，12月18日，東方在作客以120–97擊敗福爾摩沙台新夢想家的聯賽打破ABL史上單場最高得分紀錄，12月20日，東方主場以82–79擊敗新加坡騰飛之獅寫下開季七連勝佳績並與2014年的曼谷高科技城並列ABL歷史上最好的開始，1月25日，東方1月24日對印尼CLS騎士後再度打破紀錄ABL史上首度同隊有兩名球員馬吉斯·艾利諾和林泰樂做出三雙的記錄，東方在籃總盃季軍戰負於滿貫籃球隊，只得第一屆籃總盃殿軍。東方在常規賽取得五勝兩負成績，只得2018年甲一聯賽常規賽季軍。東方自創立以來，於2017年首次奪得有季後賽的甲一總冠軍。

#### 籃總盃
2018初舉行的第一屆籃總盃，東方身處C组，對手有遊協、旭輝、晉裕，副總監香振強希望透過籃總盃培養一班小將成為隊中的華人主力球員，包括重點培養四子,分別是胡卓斌、徐遠成、鄧志恒、鍾俊昇。他們也不負所託,先後擊敗甲二旭輝、甲一飛鷹、甲二晉裕，晉身八強淘汰賽。2018年1月28日下午4時10分挑戰甲二球隊日域。經過眾球員努力,戰勝了日域,98比73.進入四強。

#### 銀牌
3月27日初賽收起主力居港外援馬吉斯·艾利諾及隊長李琪對滿貫輸67比74.3月29日負方比賽,繼續收起兩名主力。憑鍾俊昇18分、蘇志樂15分及徐遠成16分的貢獻,以81比61擊敗福建籃球隊得以晉級。

#### 甲一聯賽
2018年5月8日首場比賽對滿貫79比67，2018年5月14日118比82勝飛鷹，2018年5月25日82比62勝南青,2018年5月29日領隊游永強先生上香港電台AM621的運動節目轉身射個3分波接受訪問。2018年5月29日66比89負南華。2018年6月1日61比73負永倫，2018年6月15日84比70勝遊協，2018年6月19日72比48勝福建，常規賽取得五勝兩負成績，只得2018年甲一聯賽常規賽季軍。
甲一聯賽季後賽
季後賽四強戰對永倫
永倫聯賽第二名
東方聯賽第三名
賽制:三局兩勝制
2018年7月6日(星期五)晚上8時50分,81比77勝永倫.先取第一局.
2018年7月10日(星期二)晚上八時50分,星級居港外援馬吉斯·艾利諾表演失準,只有20分以下,東方以80比97負於永倫,場數打成一比一,需要打第三局決勝負.
2018年7月17日(星期二)晚上八時正,香港東方與宿敵永倫於灣仔修頓場館合演甲一季後賽4強生死戰。上仗被追平場數的前者，今場凍結永倫洋將泰那，加上星級控衛艾利諾獨取33分，終以79：75險勝，事隔1年重返總決賽，與南華在5場3勝制下爭標。
「黃金戰隊」永倫上仗大勝東方，得以在3場2勝制下追平場數。兩軍今晚重返修頓合演第3仗，東方汲取教訓加強防守對手得分主力泰那，首節亦在落後下憑內線的胡卓斌籃底得手反超前。半場這支職業球隊再次落後，但尾段憑艾利諾接連搶分，第4節最後1分鐘隊長李琪亦能頂住壓力射入罰球，終以4分之差險勝，場數贏2：1，繼2016年再次躋身總決賽。
季後賽總決賽對南華
冠軍爭奪戰,拿了總冠軍才有資格代表香港, 打亞冠盃籃球聯賽外圍賽
賽制五局三勝制
聯賽成績
南華聯賽第一名
東方聯賽第三名
| 日期    | 比賽   | 球會A | 比分  | 球會B | 總比數 |
| ------- | ------ | ----- | ----- | ----- | ------ |
| 7月20日 | Game 1 | 東方  | 71:75 | 南華  | 0-1    |
| 7月24日 | Game 2 | 東方  | 75:93 | 南華  | 0-2    |
| 7月27日 | Game 3 | 東方  | 91:86 | 南華  | 1-2    |
| 8月8日  | Game 4 | 東方  | 83:80 | 南華  | 2-2    |
| 8月10日 | Game 5 | 東方  | 80:76 | 南華  | 3-2    |

結果東方自創立以來，首次奪得季後賽總冠軍。球會在8月13日在銅鑼灣某餐廳與六十個球迷舉行慶功宴。管理層更即場宣布全隊總獎金加碼100萬，同時計劃來季增援參加亞冠盃。

### 2018-19年球季
2018年十月，東方於馬來西亞出戰第四屆珍軒杯國際籃球邀請賽，最終以第六名完成賽事。
於ABL季後賽，以2比0擊敗菲律賓火焰，但與新加坡騰飛之獅以0比2落敗。
而在2018年超級工商盃球隊奪得季軍。於2019年，本地銀牌四強止步。
2019年3月17日，以居港外援積遜·漢尼拔及防守專家的林萬進為首的3人籃球隊，赢得2019年香港聯賽盃三人籃球賽冠軍。
2019年7月簽入千禧後2.1米的馬港燊。

### 2019-20球季
西班牙籍主帥托利斯(Edu Torres)以及他的助手都離隊，東方簽入美國籍教練白蘭特。此外，球隊簽入的球員包括梁嘉顯、張彬賢、派斯、特雷·基爾及回歸的荷利菲特。

### 2020-21球季
疫情關係，暫停一季。

### 2021-22球季
球員林萬進退役，轉做體能教練。
疫情關係、甲一聯賽繼續暫停至9月才復賽。另一方面，因為東南亞印尼、泰國、菲律賓、東亞台灣疫情緊張、因此ABL聯賽繼續暫停。

### 2022一23球季
聯賽亞軍，球員陳翊麟兼任球隊青訓總監，12月公佈下季球員名單。

### 2023-24球季
參與第11屆ABL籃球聯賽。簽入巴錫，托查摩利路斯，麥洛連，基拔，徐遠征，吳松峻轉投石家莊翔藍，李琪轉投滿貫，楊睿騏轉投香港金牛，2023年3月14日作客擊敗西貢熱火，重奪ABL聯賽冠軍。
聯賽冠軍，參與BCL亞洲籃球冠軍聯賽。簽入艾臣道夫，吳松峻，葉耀邦，陳家豪，不過去到第二輪但與嘉魯達萬隆，森美蘭金群利金鹿，雅加達明燈全數落敗出局。

### 2024-25球季
參與東亞超級聯賽及PBA委員盃。球隊簽入梁兆華，楊和，曹佑珩，張文平，林爵華，奇勒，其後宣佈簽入主昊，白蘭基利，韋思庭轉投永倫，黃浩賢轉投飛鷹。2月簽入潘志豪教練及唐磊教練擔任青訓總監及U12主教練。而前青訓總監陳翊麟轉投自力籃球隊擔任總教練。

### 2025-26球季
2O25年5月公佈來季球員名單，球員陳兆榮續約一季。離隊球員包括梁嘉顯，鍾志榮，吳委峻轉投香港金牛，梁兆華轉投永倫，中鋒胡卓斌轉投滿貫，朱梓榕轉投飛鷹，迪維拉轉投晉裕。加盟球員有前理大籃球隊隊員陳可鈐，前南華球員林民淇，前南華球員蘇柏軒，前南華球員楊嘉駿，前晉裕球員歐文輝，前荃灣及旭輝球員盧學銘，前永倫球員吳翊旺。

## 球會錦標
- 2014年男子初級組銀牌冠軍
- 2014年男子乙組冠軍
- 2015年男子中級組銀牌冠軍
- 2015年男子甲二聯賽冠軍
- 2016年男子甲一聯賽季後賽總亞軍
- 2016–17年東南亞職業籃球聯賽常規賽冠軍
- 2016–17年東南亞職業籃球聯賽總冠軍
- 2017年男子甲一聯賽常規賽亞軍
- 2018年男子甲一聯賽季後賽總冠軍
- 2018年籃總盃殿軍
- 2018年男子甲一聯賽常規賽季軍
- 2018年男子甲一聯賽季後賽總冠軍
- 2021年男子甲一聯賽季後賽總亞軍
- 2023年東南亞職業籃球聯賽總冠軍
- 2023年男子甲一聯賽季後賽總冠軍
- 2024年男子甲一聯賽常規賽冠軍

## 球會文化
2016年3月會方成立東方官方籃球隊球迷會，更製造了兩隻球會吉祥物，男的一隻叫方方，女的一隻叫沙沙。每場比賽更錄製比賽精華在賽後係官方Facebook播放，更找來伍家謙旁述。
一些重要比賽還會邀請一些著名藝人如阮兆祥、李綺雯、鄧穎芝、方力申、謝安琪、張繼聰、鄭世豪、鄒凱光、孫耀威、陳美詩、黎國輝等做觀眾，增加比賽氣氛及叫座力。
東南亞職業籃球聯賽、首場香港主場賽事莊思敏、劉浩龍、方力申等藝人製作一段打氣短片，為東方打氣。
每次東方比賽，球迷會也會用大鼓為愛隊打氣。球迷會在東南亞職業籃球聯賽設立打氣區，為數500人左右，坐在球員後備席後排位置(紅色椅子)區域。
2017年4月，東方官方籃球隊球迷會剛成立一年，開初打氣團主力有三分二的成員也是來自歷史悠久的東方足球隊。球迷會成員，但不斷加入新人現在已有超過一半的成員不是來自來東方足球隊，更首次將Tifo文化帶到香港的籃球場館，聲勢亦十分浩大，為主隊盡顯優勢。他們負責打鼓、揮舞會旗、帶拎在場球迷一齊為主隊打氣。也負責協助佈置打氣區，是東方官方籃球隊球迷會不可劃決的成員。
2018年8月14日新一季球迷會更推出季票計劃，是香港首支甲一球隊擁有季票。

## 球員名單
注释：国旗表示球员在FIBA认证赛事中的国家队资格。球员可能拥有其它非FIBA国籍。

## 歷任職球員名單

### 歷任總教練
| 執教歷史      |                |
| 教練          | 時間           |
| 趙永良        | 2014年         |
| 譚偉洋        | 2015一2016年   |
| 艾度托利斯    | 2016年一2019年 |
| 白蘭特        | 2019年一2020年 |
| 基拿 (暫代)   | 2020年一2021年 |
| 積高·柏利施域 | 2021年一2023年 |
| 巴拿莫域      | 2023年-        |

### 歷任班主
| 歷史   |              |
| 教練   | 時間         |
| 黎展維 | 2014一2016年 |
| 鍾乃雄 | 2016一2022年 |
| 鄭啟明 | 2022一       |

## 曾效力球員

### 本地球員
- 潘志豪
- 方誠義
- 林萬進
- 鄧志恒
- 黃律堯
- 香振強
- 葉俊傑
- 葉俊鋒
- 葉耀邦
- 劉凱濤
- 劉子禮
- 梁嘉顯
- 梁兆華
- 鍾志榮
- 張彬賢
- 黃浩賢
- 朱梓鎔
- 楊睿騏
- 李琪
- 李樹榮
- 徐遠征
- 吳松峻
- 吳委峻
- 陳家豪
- 陳翊麟
- 陳云天
- 鄭錦興
- 鍾俊昇
- 蘇志樂
- 蘇尚瀛
- 蕭鍵勳
- 胡國鋒
- 胡卓斌
- 馬港燊
- 魏詠輝
- 陳怡富
- 陳尚威
- 石少基
- 葉智達
- 張錦州
- 張馳岳
- 胡家晉
- 簫劍榮
- 簫振業
- 崔繼高
- 陳守健
- 楊敏華
- 劉靈輝
- 劉彦達
- 馮智來
- 鄭寶揚
- 莊智存
- 伍梓峰
- 陳守健
- 陳林海
- 陳智健

### 本土洋將球員
- 彭懿葭
- 約遜麥安東尼
- 狄維柯克利
- 維塔斯
- 丹尼爾·奧胡寶努
- 基拔
- 麥洛連

### 外援球員
- 柏卓克·蘇利雲
- 祖舒·布恩
- 萊恩·摩斯
- 馬吉斯·艾利諾
- 基斯·班尼斯
- 巴錫
- 荷利菲特
- 艾歷·費格遜
- 積遜·漢尼拔
- 森姆·迪加拿
- 托查摩利路斯
- 崔·基特
- 特雷·基爾（英语：Trey Kell）
- 派斯（英语：T. J. Price）
- 高士拿（英语：Brandon Costner）
- 拉利羅斯（英语：Brandis Raley-Ross）
- 艾臣道夫（英语：Isaiah Eisendorf）
- 奇勒
- 拜仁·奧斯汀
- 列治·莊遜
- 占士梅伊（西班牙语：James Maye）
- 米高安達臣（英语：Michael Anderson (basketball)）

### 亞援球員
- 林泰樂
- 史迪赫汀加
- 艾里奧比（英语：Joseph Eriobu）
- 韋思庭
- 迪維拉

## 外部連結
- 香港東方籃球隊官方Facebook專頁 （页面存档备份，存于）
- 香港東方官方網頁 （页面存档备份，存于）
- 東南亞職業籃球聯賽網頁球會資料
- 香港籃球總會網頁 （页面存档备份，存于）